# Efferia parvula
Efferia parvula är en tvåvingeart som först beskrevs av Luigi Bellardi 1861.  Efferia parvula ingår i släktet Efferia och familjen rovflugor. Inga underarter finns listade i Catalogue of Life.